# Ask.fm
Ask.fm fue una página de Internet lanzada el 16 de junio de 2010 y descontinuada el 1 de diciembre de 2024. En la red social se podían hacer preguntas en anonimato, dar me gusta a las respuestas y recibir también preguntas. Las preguntas podían ser recibidas anónimamente. Para esto se debía registrar en la red social, que permitía configurar la cuenta, usar una foto de perfil y responder todo tipo de preguntas de forma anónima.

## Historia

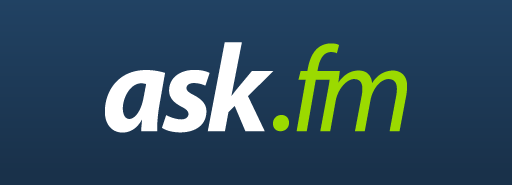
Antiguo logo de ASK.fm

Fue fundada en Letonia el 16 de junio de 2010 como competidora de Formspring, superado a este último en términos de tráfico generado en todo el mundo.
Estuvo disponible en lituano, búlgaro, inglés, español, francés, italiano, portugués, ruso y chino. Llegó a tener más de 70 millones de usuarios.
En 2013, ASK.fm alcanzó los 65 millones de usuarios registrados y continuó su crecimiento a un ritmo de aproximadamente 300.000 nuevos usuarios por día.
En 2016, ASK.fm realizó un importante cambio de marca, cambió el logotipo e hizo varias mejoras en la interfaz. Además, a partir de ese momento, los usuarios podían cambiar el color de la interfaz y agregar una imagen de fondo.
En 2020, en pleno pico de la pandemia de COVID-19, 1 millón de usuarios en América Latina regresaron a ASKfm. En marzo de 2020, Twitter en México se desbordó de tuits de personas que recordaban la red social de su infancia y comenzaron a instalar masivamente ASKfm. En tan solo un día, la aplicación alcanzó el 1° lugar en la App Store en menos de 24 horas y el 2do lugar en Google Play en 36 horas en México. Durante este período, ASKfm recibió más de 210.000 solicitudes para restaurar perfiles antiguos, por lo que el servicio de soporte funcionó las 24 horas del día.
El 1 de diciembre de 2024, ASK.fm dejó de estar disponible, debido a la reciente caída abrupta en el número de usuarios.

## Controversia
ASK.fm habìa sido objeto de varios artículos de prensa sobre el acoso cibernético. Esto fue en gran parte en respuesta a los casos ampliamente informados sobre casos de pedofilia, mensajes ofensivos en anónimo y por cuatro aparentes suicidios como resultado de tal acoso. La edad mínima para su registro era de 13 años, pero esta condición había sido repetidamente vulnerada. Había cortejado controversia por no tener información viable, seguimiento o procesos de control parental que se han convertido en la norma en otros medios de comunicación social en sitios web.
Sin embargo, el sitio más tarde respondió a las acusaciones diciendo que ellos tienen una función de reportes y emplean a un número de moderadores para luchar contra el acoso cibernético. Sin embargo los comentarios no son siempre borrados, incluso los mensajes de amenazas explícitas. Esta es la mayor causa de crítica.